# Marquard von Kaltental
Marquard von Kaltental (* vor 1300; † zwischen 1349 und 1351) war der erste Propst des Heilig-Kreuz-Stifts in Stuttgart und zugleich letzter Propst des Kollegiatstifts in der Beutelsbacher Stiftskirche. Er entstammte dem schwäbischen Adelsgeschlecht von Kaltental. Sein Siegel als Propst zeigte eine Taube über einem Kelch.

## Familie
Marquard von Kaltentals gleichnamiger Vater war Burggraf auf Burg Kaltental und mutmaßlich ein Sohn des Burggrafen und Ritters Walter von Kaltental. Bereits vor Marquard war mit Dieter oder Dietrich von Kaltental ein Vertreter dieses Adelsgeschlechts Propst zu Beutelsbach.  Die von Kaltental waren zur damaligen Zeit eng mit dem Haus Württemberg verbunden. Angehörige der Familie hielten oftmals württembergische Lehen oder fanden sich in württembergischen Diensten.

## Werdegang
Im Jahr 1300 wird Marquard erstmals erwähnt, als er gemeinsam mit dem Dekan von Esslingen ein Vidimus eines päpstlichen Indults von 1262 erstellte. Um 1303 wird Marquard als Kirchherr von Stammheim erwähnt. Zwischen 1303 und 1307 erfolgte seine Ernennung zum Propst des Beutelsbacher Stifts, in welchem sich zu diesem Zeitpunkt die Grablege der Grafen von Württemberg befand. Marquard von Kaltental besaß einen Meistertitel, der jedoch nicht wie spätere Meister- oder Magistertitel zwingend als akademischer Grad gedeutet werden kann. Wahrscheinlicher handelt es sich dabei um die Würde eines Stiftscholasters. In Marquards Amtszeit als Propst fällt der vor 1312 begonnene und 1321 abgeschlossene Umzug des Beutelsbacher Stifts samt der württembergischen Grablege und damit die Schaffung des Heilig-Kreuz-Stifts zu Stuttgart. Er war somit letzter Beutelsbacher und erster Stuttgarter Propst. 1321 schenkte er dem Heilig-Kreuz-Stift ein Steinhaus aus dem Familienbesitz der Familie von Kaltental in Stuttgart, die sogenannte Alte Propstei, die von da an bis 1467 als Amts- und Wohnsitz des Propstes diente. Diese Alte Propstei war über einen Gang mit der Stiftskirche verbunden und befand sich in unmittelbarer Nachbarschaft des heute noch erhaltenen Fruchtkastens. Des Weiteren war Marquard von Kaltental Inhaber der Lorcher Dekanatspfründe. Ende der 1320er Jahre war er zudem Dekan und Pfarrer zu Esslingen.
1341 musste er unter Druck des Stiftskapitels sowie der Grafen von Württemberg zugunsten von Ulrich von Heilbronn auf die Stuttgarter Stiftspropstei verzichten. Der Hintergrund seiner Resignation ist nicht gesichert, hing möglicherweise aber mit unterschiedlicher Auffassung in den Streitigkeiten zwischen Kaiser und Papst zusammen. Dennoch blieb er vorerst am Heilig-Kreuz-Stift. Von 1341 an war Marquard bis mindestens 1349 einfacher Chorherr zu Stuttgart sowie von 1341 bis 1347 zudem Inhaber der Pfarrei Poppenweiler. Dort stiftete er selbst eine Priesterpfründe zu seinem und dem Wohl des Grafen Eberhard I. von Württemberg sowie dessen Frau Irmengard von Baden. 1347 wurde die Pfarrei Poppenweiler dann in das Stuttgarter Stift inkorporiert.